# Марія Мацца
Марія Мацца (італ. Maria Mazza, народилася 23 червня 1975 в Віхокені, штат Нью-Джерсі, США) — італійська акторка, телеведуча і фотомодель.

## Біографія

### Кар'єра
Народилася в США в сім'ї вихідців з Неаполя. У віці 5 років з родиною переїхала в місто Сомма-Везув'яна, юність провела в комуні Сант-Анастазія.
З трьох років Марія грала на фортепіано, в шість років почала танцювати. У 1996 році брала участь у конкурсі "Міс Італія", де посіла 3-тє місце та отримала титул Міс Елегантність. Деякий час працювала моделлю в Мілані, а потім вивчала акторську майстерність в Антоніо Санна. В 1997 році з'явилася на телеканалі Rai 2 в програмі Scirocco, з наступного року виступала танцівницею в недільній передачі Domenica In. Акторський дебют відбувся на телеканалі Canale 5 в міні-серіалі Карло Ванціна «50-і роки» (італ. Anni '50) в 1998 році, тоді ж вона з'являється як запрошений гість у футбольному шоу Quelli che il calcio.
У 2001 році відбувся дебют Марії у великому кінематографі у фільмі Піно Аммендола і Ніколи Пістойя «Зачарований місяцем». Тоді ж вона починає грати в театрі Фабіо Каніно у п'єсі Fiesta. У 2002 році вона знімається у фільмі Валеріо Андреї «Довершена любов», а через рік разом з Карло Конті починає вести передачу I raccomandati. Деякий час вона вела в Англії на британському каналі 4 передачу про моду і плітках Too fashion.
У 2006 році знялася у фільмі Франческо Раньєрі Мартінотті «Йду від тебе, тому що люблю тебе» разом з Алессандро Сьяні. У березні того ж року з Джанкарло Магаллі з'являється в 15-го випуску програми Piazza Grande на Rai 2. У 2009 році В театрі зіграла роль в комедії «Non mi te dire o ho detto» Гільєрмо Маріно, а на каналі Comedy Central стала провідною власної програми Parla con la Mazza.
З 2012 по 2014 роки Мацца вела програму Avanti un altro! на Canale 5. 21 вересня 2013 брала участь у святі Святого Януарія в Неаполі разом з Ліліаною Де Кертіс, Клементіно, Саль да Вінчі і Маріо Треві, отримавши нагороду за свої досягнення в кар'єрі.

### Родина
5 вересня 2005 Марія Мацца вийшла заміж за Людовіка Л'єто, з яким розлучилася через три роки. Деякий час зустрічалася з футболістом Франческо Тотті. З 2013 року зустрічається з Амедео Куальята. Є дочка Свева (народилася 26 червня 2014).
Є уболівальником футбольного клубу «Наполі». Часто у футбольній пресі називається «хрещеною матір'ю "Наполі"» (італ. La madrina del Napoli).

## Фільмографія

### Театр
- Fiesta (2001)
- Non mi te dire o ho detto (2009) - Teatro Acacia

### Кіно
- Зачарований місяцем (Stregati dalla luna, 2001) - Gabriella
- Муза (La musa, cortometraggio, 2002)
- Досконала любов (Un amore perfetto, 2002) - Betty
- Йду від тебе, тому що люблю тебе (Ti lascio перш ti amo troppo, 2006) - Daniela

### Телебачення
- Anni '50 - Canale 5 (1998)
- Scirocco - Rai 2 (1997)
- Domenica In - Rai 1 (1998-1999/1999-2000) - Ballerina
- Stracult 2 - Rai 2 (2002)
- I raccomandati - Rai 1 (2003)
- Domenica In - Rai 1 (2004-2005)
- Piazza Grande - Rai 2 (2006)
- Parla con la Mazza - Comedy Central (2009)
- Avanti un altro! - Canale 5 (2012-2014)